# Wolters Kluwer
Wolters Kluwer est une société néerlandaise d'édition professionnelle. Elle emploie 19 000 personnes. Son siège social est à Alphen aan den Rijn, aux Pays-Bas.
La filiale française est rachetée en novembre 2022 par Karnov Group et devient Lamy Liaisons.

## Historique
L'origine de ce groupe remonte à 1836 quand Jan-Berend Wolters fonde une maison d'édition scolaire à Groningue.
En 1968, Wolters et la maison Noordhoff, fondée en 1856, fusionnent sous le nom de Wolters-Noordhoff.
En 1972, le groupe absorbe Information and Communications Union (ICU) et forme Wolters-Samson en 1983.
En 1987, pour contrer une tentative de rachat par Elsevier, l'éditeur Kluwer fusionne avec Wolters-Samson : le nouveau groupe est appelé Wolters Kluwer. Par la suite commence une politique d'expansion internationale,.
En 1989, Wolters Kluwer s’implante en France avec l’acquisition de la maison d'édition Lamy - dont l'origine remonte à la Ligue commerciale et industrielle pour l’amélioration des conditions de travail et de transport par chemin de fer créée en 1892 par Ludovic Lamy - suivie en septembre 1994 du groupe Lamarre, puis en 1995 de celle de Dalian et enfin du Groupe Liaisons en 1996,. 
Depuis, le périmètre de Wolters Kluwer France a évolué : rachat de plusieurs sociétés de logiciels pour les professionnels du droit en 2002 (Cicéron, Clior …), cession des activités santé en 2013 et du pôle presse en juillet 2016. WKF offre des prestations numériques à partir de 1991. Début 2021, Médialex rachète la branche publication d'annonces légales ("AFL") de Wolters Kluwer. 
Depuis 2005, WKF développe son modèle numérique. En janvier 2014, WKF devient partenaire du journal Les Echos pour la diffusion des annonces légales de ses clients.
La filiale française de Wolters Kluwer est rachetée en novembre 2022 par Karnov Group et devient Lamy Liaisons.
Wolters Kluwer rétribue l'agence Common Sense Advisory company, inscrite depuis 2018 au registre de transparence des représentants d'intérêts auprès de la Commission européenne, pour un montant annuel compris entre 10 000 et 25 000 euros.

### Affaires judiciaires
La filiale française a été impliquée dans deux affaires judiciaires, à l'issue desquelles elle a été reconnue non coupable. 
 

#### Montage fiscal
En 2007, lors de la création de la filiale française, la multinationale fusionne neuf sociétés dont elle est propriétaire, parmi lesquelles Lamy et Groupe Liaisons,. Les filiales fusionnées sont alors achetées pour 753 millions d’euros par une holding appartenant à WKF lors d'un achat à effet de levier pour lequel elle s'endette à hauteur de 445 millions d'euros auprès de sa maison mère,. Ainsi, le groupe WKF s'endette structurellement, obérant ainsi sa rentabilité au profit de la maison mère. Cette remontée de trésorerie lui permet de payer l'impôt sur les sociétés aux Pays-Bas plutôt qu'en France,. 
WKF obtient une première victoire en 2015 au Tribunal de grande instance de Nanterre. 
En revanche, la Cour d'appel de Versailles estime en février 2016, que l'entreprise a eu recours à des « manœuvres frauduleuses » et condamne le groupe à un montant s'estimerait à plusieurs millions d'euros. 
Le 28 février 2018, la chambre sociale de la Cour de cassation donne raison à WFK et donc casse et annule sans renvoi l'arrêt d'appel. Le Conseil supérieur de la magistrature est saisi par un syndicat de salariés qui accuse de partialité trois juges ayant siégé au motif que ceux-ci collaborent régulièrement avec Wolters Kluwer. En décembre 2019, le CSM considère qu'il n'y a pas eu de faute disciplinaire mais reproche, en revanche, aux magistrats de ne pas s'être déporté alors même que les formations « constitu[aient] "un lien d’intérêt" susceptible de faire naître un "doute légitime" ».

#### Harcèlement
En 2017, une responsable Web E-Commerce, après un congé de maternité, prétend être victime de harcèlement et de licenciement abusif. La plaignante poursuit son ancien employeur pour discrimination, ce dont Wolters Kluwer se défend. En juillet 2018, le TGI de Paris prononce la relaxe de Wolters Kluwer pour l'accusation de harcèlement moral. 

## CT
CT Corporation (ou Corporation Trust Company) est une filiale de Wolters Kluwer, acquise en 1995. Cette société fournit des logiciels et des services d'expertise, notamment juridiques, aux entreprises. C'est aussi la plus grande société boîte aux lettres (registered agent service firm en anglais) au monde. Elle possède le Corporation Trust Center, au 1209 Orange Street à Wilmington, dans l'État du Delaware, État souvent considéré comme un paradis fiscal en raison de sa législation fiscale complaisante. Ce seul bâtiment sert d'adresse légale à plus de 285 000 entreprises,.